# یلووایا
یلووایا (به لاتین: Yelovaya) یک رود در روسیه است که در سرزمین کراسنویارسک واقع شده‌است.